# Elephantomyia (Elephantomyia) westwoodi
Elephantomyia (Elephantomyia) westwoodi is een tweevleugelige uit de familie steltmuggen (Limoniidae). De soort komt voor in het Nearctisch gebied.